# Speak & Spell
Speak and Spell és el primer disc del grup britànic Depeche Mode. Fou enregistrat i publicat durant l'any 1981 i va arribar al número 10 de la llistà d'àlbums britànica.

## Informació
Es tracta de l'únic àlbum del grup amb Vince Clarke com a membre, car poc després de la seva edició deixà Depeche Mode per formar Yazoo. La majoria de les cançons foren compostes per ell, incloent-hi els seus tres senzills promocionals; només en els dos temes escrits per Martin Gore s'hi poden veure indicis de l'orientació musical que seguiria posteriorment el grup. Pel que fa a la resta, les altres cançons tenen ritmes ballables i melodies originals, un dels segells característics de les composicions de Vince Clarke. Per tot això, Speak & Spell no té massa relació amb el material present a la resta de la discografia de Depeche Mode, que començaria a prendre tonalitats més obscures ja a partir del seu següent treball. El títol feia referència a una joguina amb el mateix nom, amb la qual es podia sintetitzar la veu.
La primera edició europea de Speak & Spell en disc compacte inclou el disc sencer i hi afegeix cinc temes extra, entre ells "Dreaming of Me", les cares B dels senzills extrets de l'àlbum i el "Schizo mix" del seu gran èxit "Just Can't Get Enough". En una reedició que es va llançar el 2006, s'hi afegí més material extra, incloent-hi altres cançons que no havien vist la llum o també noves versiones com "New Life" o "I Sometimes Wish I Was Dead". També es va incloure un documental d'un 28 minuts que mostra les evolucions del grup durant el període d'enregistrament del disc, amb entrevistes (fins i tot de Vince Clarke) i material fotogràfic d'aparicions en programes de televisió com Top of the Pops. El 2007 van llançar una remasterització "deluxe" en vinil.

## Llista de cançons

### LP Stumm 5 (versió europea)
Cara A
| Núm. | Títol                         | Durada |
| ---- | ----------------------------- | ------ |
| 1.   | «New Life»                    | 3:43   |
| 2.   | «I Sometimes Wish I Was Dead» | 2:14   |
| 3.   | «Puppets»                     | 3:55   |
| 4.   | «Boys Say Go!»                | 3:03   |
| 5.   | «Nodisco»                     | 4:11   |
| 6.   | «What's Your Name?»           | 2:41   |

Cara B
| Núm. | Títol                     | Durada |
| ---- | ------------------------- | ------ |
| 7.   | «Photographic»            | 4:44   |
| 8.   | «Tora! Tora! Tora!»       | 4:34   |
| 9.   | «Big Muff»                | 4:20   |
| 10.  | «Any Second Now (Voices)» | 2:35   |
| 11.  | «Just Can't Get Enough»   | 3:40   |

### LP / CD (versió estatunidenca)
| Núm. | Títol                                | Durada |
| ---- | ------------------------------------ | ------ |
| 1.   | «New Life» (Remix)                   | 3:56   |
| 2.   | «Puppets»                            | 3:57   |
| 3.   | «Dreaming of Me»                     | 3:42   |
| 4.   | «Boys Say Go!»                       | 3:04   |
| 5.   | «Nodisco»                            | 4:13   |
| 6.   | «What's Your Name?»                  | 2:41   |
| 7.   | «Photographic»                       | 4:44   |
| 8.   | «Tora! Tora! Tora!»                  | 4:34   |
| 9.   | «Big Muff»                           | 4:20   |
| 10.  | «Any Second Now (Voices)»            | 2:35   |
| 11.  | «Just Can't Get Enough» (Schizo Mix) | 6:41   |

### CD Stumm 5 (versió europea)
| Núm. | Títol                                | Durada |
| ---- | ------------------------------------ | ------ |
| 1.   | «New Life»                           | 3:46   |
| 2.   | «I Sometimes Wish I Was Dead»        | 2:18   |
| 3.   | «Puppets»                            | 3:57   |
| 4.   | «Boys Say Go!»                       | 3:04   |
| 5.   | «Nodisco»                            | 4:13   |
| 6.   | «What's Your Name?»                  | 2:41   |
| 7.   | «Photographic»                       | 4:44   |
| 8.   | «Tora! Tora! Tora!»                  | 4:34   |
| 9.   | «Big Muff»                           | 4:20   |
| 10.  | «Any Second Now (Voices)»            | 2:35   |
| 11.  | «Just Can't Get Enough»              | 3:44   |
| 12.  | «Dreaming of Me»                     | 4:03   |
| 13.  | «Ice Machine»                        | 4:05   |
| 14.  | «Shout»                              | 3:46   |
| 15.  | «Any Second Now»                     | 3:08   |
| 16.  | «Just Can't Get Enough» (Schizo Mix) | 6:44   |

### Reedició de l'any 2006
- Mute: DM CD 1 (CD/SACD + DVD) / CDX STUMM 5 (CD/SACD)
- El disc 1 és híbrid (SACD/CD), mentre el disc 2 és un DVD que inclou el disc Speak & Spell en format DTS 5.1, Dolby Digital 5.1 i PCM Stereo, amb material extra.

| Núm. | Títol                         | Durada |
| ---- | ----------------------------- | ------ |
| 1.   | «New Life» (Remix)            | 3:56   |
| 2.   | «I Sometimes Wish I Was Dead» | 2:18   |
| 3.   | «Puppets»                     | 3:57   |
| 4.   | «Boys Say Go!»                | 3:04   |
| 5.   | «Nodisco»                     | 4:13   |
| 6.   | «What's Your Name?»           | 2:41   |
| 7.   | «Photographic»                | 4:44   |
| 8.   | «Tora! Tora! Tora!»           | 4:34   |
| 9.   | «Big Muff»                    | 4:20   |
| 10.  | «Any Second Now (Voices)»     | 2:35   |
| 11.  | «Just Can't Get Enough»       | 3:44   |
| 12.  | «Dreaming of Me»              | 4:03   |

| 1. | «Ice Machine»                        | 4:05 |
| 2. | «Shout»                              | 3:46 |
| 3. | «Any Second Now»                     | 3:08 |
| 4. | «Just Can't Get Enough» (Schizo Mix) | 6:44 |

| 1. | «Depeche Mode 80-81 (Do we really have to give up our day jobs?)» (vídeo) | 28:00 |

## Personal
- David Gahan – cantant
- Martin Gore – teclats, veus addicionals, cantant ("Any Second Now (Voices)")
- Vince Clarke – teclats, guitarre, programació, veus addicionals
- Andrew Fletcher – teclats, veus addicionals
- Depeche Mode, Daniel Miller – productors
- John Fryer, Eric Radcliffe – enginyers
- Brian Griffin – fotografia

## Dades
- Depeche Mode: David Gahan, Vince Clarke, Martin Gore, Andrew Fletcher.
- Enregistrat als estudis Blackwing, Londres.
- Totes les cançons escrites per Vince Clarke, menys "Tora! Tora! Tora!" i "Big Muff", escrites per Martin Gore.
- Temes cantats per David Gahan, excepte "Any Second Now (Voices)" (veu: Martin Gore) i "Big Muff" i "Any Second Now" (instrumentals).
- Produït per Depeche Mode i Daniel Miller.
- Enginyers de so: Eric Radcliffe, John Fryer.
- Disseny: T&CP Assoc.
- Fotografia: Brian Griffin.